# 宝塚ボーガン殺傷事件
宝塚ボーガン殺傷事件（たからづかボーガンさっしょうじけん）は、2020年6月4日に兵庫県宝塚市のアパートで発生した殺人事件。本事件の犯人がボーガン（クロスボウ）を殺人に用いたことが背景となり、ボーガンの所持を原則禁止し、都道府県公安委員会の許可制とする改正銃刀法が2022年3月15日に施行された。

## 事件の経過

### 事件発生
2020年6月4日午前10時15分頃、宝塚市にある住宅で男女4人がボーガンのようなもので撃たれ、家族3人が死亡した。兵庫県警察は殺人未遂の現行犯で現場の家に住む自称大学4年生の男Aを逮捕した。
現場の住宅では殺傷能力が高いとされるボーガンの矢が残されており、この矢は命中したあと引き抜きにくくする『返し』が付いていた。
Aは「ボーガンで4人を撃った」「祖母、弟、母の順番で撃った。伯母も電話で呼び出して撃った」などと供述した。弟は風呂場のあたりで倒れており、2本の矢が頭に刺さっていた。病院に搬送された時はまだ息があったが、回復せず亡くなった。
弟は頭部2カ所を撃たれており、同月6日の司法解剖で死因は「出血性ショック」であった。また他の2人の死因は頭部を撃たれたことによる「外傷性くも膜下出血」であった。

### 捜査
6月6日午前、Aを神戸地方検察庁に送検した。
10月20日、神戸地方検察庁はAの鑑定留置について、当初予定されていた7月6日から11月5日までの鑑定留置を12月10日まで延長する許可が出たと発表した。
2021年1月22日、神戸地方検察庁は鑑定留置の結果を踏まえ、刑事責任能力を問えると判断しAを神戸地方裁判所（神戸地裁）に起訴した。

## 刑事裁判

### 第一審
2022年7月に10月11日の初公判から11月7日の判決公判までの全6回の公判期日が決められていたが、勾留中の被告人Aの心身の状態が悪化し、治療を要すると医師が診断したため、9月28日に神戸地裁は公判期日を同日付で全て取り消し、10月4日に予定されていた裁判員の選任手続きも中止された。初公判直前に裁判日程が白紙になるのは異例とされる。
その後Aの心身の状態が回復したとみられ、神戸地裁は2025年8月13日に9月25日の初公判から10月31日の判決までの全7回の公判期日を指定した。責任能力の有無が主な争点になるとみられる。

## 犯人A
逮捕されたのは宝塚市内に住む23歳元大学生の男A。
地元の公立中学校出身でサッカー部に在籍していた。近隣住民らの評判は「変わっている」「普段はおとなしいけれど、スイッチが入ると気性が激しくなり、性格が180度変わった」と伝わっており、当時は学校も休みがちで、クラス内での存在感は薄く、家庭環境が複雑だったという。亡くなった弟の知人らによると、ここ数年、Aは母親や弟と関係が悪かったという。
逮捕当時、Aの肩書きは大学生と報道されていたが、後の調べで休学中の2019年9月末に学費未納で大学を除籍になっていたことが判明し、一部メディアは肩書きを大学生から無職に切り替えた。高校卒業後も交流があった同級生によると、高校時代からほぼ毎日ガソリンスタンドでアルバイトをしていて、経済的に苦しい様子だったという。

## 各所の反応

### 各自治体の対応
兵庫県
- 2020年
  - 6月5日、兵庫県がボーガンを兵庫県青少年愛護条例にある有害玩具類に緊急指定した。
  - 10月25日、兵庫県議会で、ボーガンを所持する全ての県民に届け出を義務付け、違反者に罰則を科す条例が可決、成立した。
  - 12月1日、弦を引く力が30ポンド（約13.6キログラム）以上のボーガンの所有の届出を義務化し、違反者に罰則を科すボーガンの安全な使用及び適正な管理の確保に関する条例が施行された。

岡山県
2020年6月11日、岡山県が岡山県青少年健全育成条例に基づいてクロスボウを有害玩具に指定するための審議を同月15日に行うことを発表。審議の結果、全会一致で有害玩具に指定する方針を固め、同月19日に指定された。
和歌山県
2020年6月26日、和歌山県がクロスボウを同日付けで和歌山県青少年健全育成条例の有害玩具類に指定したと発表。競技で使用するなどの正当な理由がある場合を除き18歳未満の者の所持を禁止した他、事業者に販売相手の年齢確認と自動販売機などに有害指定品を置かないことを求めた。
徳島県
2020年7月22日、徳島県がクロスボウを徳島県青少年健全育成条例における有害がん具類に指定した。
福井県
2020年8月5日、福井県がクロスボウを福井県青少年愛護条例における有害玩具刃物類に指定し、18歳未満の者への販売・貸し出しを禁止した。
富山県
2020年8月24日、富山県が富山県青少年健全育成条例に基づき、クロスボウを有害玩具類に指定したと発表。18歳未満への販売・貸し付けを禁止し、事業者に販売相手の年齢確認を義務付けた。
新潟県
2020年9月8日、新潟県が新潟県青少年健全育成条例に基づき、ボーガンを販売等制限がん具類に指定することを決め、同日の新潟県青少年健全育成審議会に諮問し、指定は妥当と答申された。同月15日、新潟県報で告示され、指定された。
熊本県
2020年11月18日、熊本県青少年問題協議会が銃型の洋弓で矢を撃つボーガンの全てを熊本県少年保護育成条例に基づく有害玩具に指定することを決め、同日指定された。

### 政府・警察の動向
2020年6月6日、菅義偉官房長官（当時）が記者会見で、ボウガンの販売や所持の規制を検討する考えを示した。
同年12月17日、警察庁がボーガンの所持を許可制とする方向で銃砲刀剣類所持等取締法改正を検討すると発表。
2021年6月8日、クロスボウの使用及び販売の規制、所持の許可制を定める改正銃刀法が成立した。規制では人の生命に影響を及ぼし得るものが対象。所持には都道府県公安委員会の許可が必要となりスポーツ用、動物麻酔用などに限り許可を受けた用途以外での発射は認められない。また使用は安全性が確保が出来た場合のみに限られる。
銃刀法改正法の成立を受け、全国の都道府県警察では同法施行（2022年3月15日）の6か月後（同年9月14日）までボーガンの無償回収を進めている。しかし、2021年9月15日までに950本しか回収されておらず、警察庁も「これまで規制の対象ではなかったこともあり、流通や所有者の数が把握できず、全体のどの程度回収できているか不明である」とコメントしている。

## 模倣
- 2020年7月26日、神戸市で夫をボーガンで撃ち、殺人未遂の容疑で妻が逮捕された事件で、妻は「宝塚市の事件をまねた」という趣旨の供述をした[38]。
- 2020年9月1日、長野県長野市で知人の70代男性に、自宅でボーガンのようなもので矢を放ち腕にけがを負わせたとして、長野市の無職の28歳の女性が殺人未遂の疑いで逮捕された[39]。